# Luiza Erundina
Luiza Erundina de Sousa (Uiraúna, 30 de novembro de 1934), mais conhecida como Luiza Erundina ou simplesmente Erundina é uma assistente social e política brasileira, filiada ao Partido Socialismo e Liberdade (PSOL), atualmente é deputada federal pelo estado de São Paulo. Ganhou notoriedade nacional quando foi eleita a primeira prefeita de São Paulo e representando um partido de esquerda, o Partido dos Trabalhadores (PT), em 1988.
Também foi filiada ao Partido Socialista Brasileiro (PSB). Foi Coordenadora-Geral da coligação Unidos pelo Brasil, que lançou Marina Silva como candidata à Presidência da República, em 2014. Em 2016 se candidatou pela quinta vez para a prefeitura de São Paulo pela Coligação "Os Sonhos Podem Governar". Nas eleições de 2018, foi reeleita deputada federal por São Paulo. Deputada Federal há seis mandatos, reeleita em 2018 com mais de 176 mil votos, ficando entre os 15 mais votados de São Paulo. Na 55ª legislatura (2015-2018) foi terceira suplente da Mesa Diretora, Erundina foi candidata à presidência da Câmara dos Deputados em 2016 em substituição a Eduardo Cunha, que havia renunciado ao cargo. Na eleição, Erundina defendeu uma maior participação feminina na representatividade e mostrou-se favorável à reforma política. Ela já havia presidido uma sessão da Casa simbolicamente.
Erundina foi eleita uma das "Cabeças mais influentes" do Congresso Nacional pelo Departamento Intersindical de Assessoria Parlamentar, por 19 anos consecutivos, e é a única mulher premiada em todas as edições do Prêmio Congresso em Foco como "melhor parlamentar do Congresso".

## Primeiros anos
Nasceu no dia 30 de novembro de 1934 na cidade de Uiraúna, Paraíba. É a sétima de dez filhos do artesão de selas e arreios de couro Antônio Evangelista de Sousa e de Enedina de Sousa Carvalho. Começou a trabalhar ainda na infância, vendendo bolos feitos pela mãe.
Repete a 5ª série duas vezes para não parar de estudar, uma vez que a cidade não tinha curso ginasial. Vai morar em Patos, com uma tia, em 1948, para cursar o ginásio. Forma-se em Serviço Social na Universidade Federal da Paraíba, em João Pessoa, em 1967, e segue para São Paulo em 1971 para fazer mestrado em ciências sociais na Fundação Escola de Sociologia e Política de São Paulo. Sonhava ser médica, contudo, por dificuldades de ordens diversas, viu-se obrigada a suspender os seus estudos durante nove anos. Mesmo assim, ajudaria a fundar, em Campina Grande, a Faculdade de Serviço Social.
Por vias da militância católica, ela assumiria, em 1958, o seu primeiro cargo público: aos 24 anos de idade, tornar-se-ia diretora de Educação e Cultura da Prefeitura Municipal de Campina Grande. E, em 1964, seria nomeada secretária de Educação e Cultura dessa cidade.
Em Campina Grande, na década de 1970, iniciava a sua atuação na esfera política, participando das ligas camponesas do Partido Comunista e fazendo oposição ao regime militar vigente. Naquela cidade e período histórico, a participação de mulheres nordestinas, na política, praticamente inexistia. Por essa razão, ela passaria a sofrer perseguições. Foi em 1971 que Erundina decidiu se transferir para São Paulo em definitivo; e, ainda nesse ano, foi aprovada em um concurso público para assistente social da prefeitura, indo trabalhar com os nordestinos migrantes nas favelas da periferia da cidade.
É aprovada em concurso para a Secretaria do Bem-Estar Social da prefeitura paulistana e logo depois passa a colaborar com movimentos de periferia que reivindicam moradia e ocupam terrenos públicos abandonados, muitas das vezes em associação com as Comunidades Eclesiais de Base.

## Início na política

### Filiação ao Partido dos Trabalhadores
Em 1980, é convidada pelo então líder sindical Luiz Inácio Lula da Silva a ser uma das fundadoras do Partido dos Trabalhadores (PT), pelo qual se elege vereadora em 1982 e deputada estadual constituinte em 1986. Em 1985, é escolhida pelo partido para ser a vice-prefeita na chapa do candidato Eduardo Suplicy por ocasião das eleições municipais daquele ano. Suplicy fica em terceiro no pleito, vencido por Jânio Quadros (PTB), mas a expressiva votação recebida pelo PT (A chapa Eduardo-Erundina obteve 20,70% dos votos, o que dá 827 452 votos) impulsionou o crescimento do partido na cidade. Em 1987, já como deputada estadual, é agredida pela Polícia Militar durante uma manifestação de funcionários públicos contra o governo do Estado, à época comandado por Orestes Quércia, promovida pelo PT.

### Candidatura à prefeitura de São Paulo
Integrante da ala considerada mais radical do PT, ligada ao trotskismo, Luiza Erundina candidata-se em 1988 às prévias do partido para a decisão do candidato à prefeitura de São Paulo nas eleições daquele ano. O outro candidato das prévias é o deputado federal constituinte Plínio de Arruda Sampaio, oriundo do setor majoritário e moderado da legenda e apoiado por suas maiores lideranças: Lula, José Genoíno e José Dirceu. Erundina vence Plínio na disputa interna e se lança, com efeito, à corrida municipal, tendo como principais concorrentes o ex-prefeito e ex-governador Paulo Maluf (PDS), e o ex-secretário estadual de Obras João Oswaldo Leiva (PMDB), apoiado pelo então governador Quércia e pelo prefeito Jânio Quadros. Também disputaram com Erundina o deputado federal José Serra (PSDB), o jornalista e secretário municipal de Jânio, João Mellão Neto (PL), e o ex-secretário municipal e genro de Jânio Quadros, Marco Antônio Mastrobuono (PTB).
De início em terceiro nas pesquisas eleitorais (atrás de Maluf e Leiva), com uma campanha caracterizada pelos baixos recursos, pela militância pesada do partido nos bairros (sobretudo periféricos, que se converteriam nos grandes redutos eleitorais de Erundina naquele ano) e pelos eloquentes ataques, durante o Horário Eleitoral Gratuito, à administração de Jânio Quadros e aos demais candidatos, vistos todos como representantes dos setores mais conservadores e elitistas da sociedade, Luiza Erundina foi crescendo aos poucos na eleição, beneficiada pela insatisfação generalizada da sociedade com o poder público, pela, à época, diferenciada proposta representada pelo PT, pela alta rejeição a Maluf e pelo baixo cacife eleitoral de Leiva, tido por muitos como um candidato-fantoche. Durante o processo, Erundina ainda agregou o apoio de demais siglas de esquerda, como o PDT e o PCdoB, chegando, na penúltima semana do pleito (na época não havia segundo turno), em situação de empate técnico com Leiva e atrás de Maluf.
A greve na Companhia Siderúrgica Nacional em Volta Redonda, ocorrida nas proximidades da eleição e que terminou com a morte de três operários devido à truculenta ação do Exército, ajudou a opinião pública a se sensibilizar acerca das reivindicações do movimento sindicalista e a rejeitar ainda mais o poder constituído de então. Alguns analistas políticos consideram que a repercussão da greve ajudou na vitória de Erundina em 15 de novembro de 1988, com 33% dos votos válidos, ante 24% de Maluf e 14% de Leiva, desmentindo as pesquisas dos dias anteriores, que davam vitória a Maluf. O próprio candidato do PDS, quando informado da vitória da petista por um jornalista da Rádio Jovem Pan, chegou a declarar que contestaria o resultado da eleição junto ao TRE. Contudo, tal intenção não foi concretizada. Após a totalização dos votos, descobriu-se que a Rede Globo não divulgou uma pesquisa do Ibope, concluída na véspera do dia da votação, que já indicava a vitória de Erundina.
As circunstâncias da eleição de Erundina para a prefeitura da maior cidade do país causaram grande impacto, sobretudo pelo alto grau de surpresa ou seja, candidatos peculiares que atraem o voto de protesto, pelo próprio perfil pessoal da nova prefeita (solteira, migrante nordestina e ativa militante de esquerda) e pela significativa mudança em relação ao sistema administrativo outrora constituído.

## Prefeitura de São Paulo

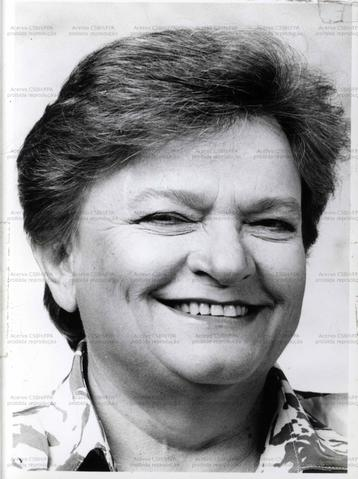
Luiza em 1988, candidata a prefeitura de São Paulo.

Luiza Erundina foi prefeita do município de São Paulo entre 1989 e 1992, eleita pelo PT. Sua gestão iniciou-se com os seguintes secretários: Paulo Freire (Educação), Marilena Chauí (Cultura), Hélio Bicudo (Negócios Jurídicos), Eduardo Jorge (Saúde), Tereza Lajolo (Transportes), Paulo Azevedo (Vias Públicas), Lúcio Gregori (Serviços e Obras), Luiz Eduardo Greenhalgh (Negócios Extraordinários), Paul Singer (Planejamento), Erminia Maricato (Habitação), Juarez Soares (Esportes e Recreação), Aldaíza Sposati (Administrações Regionais), Marta Campos (Bem-Estar Social), José Eduardo Cardozo (Governo), Fermino Fecchio (Administração), Adhemar Gianini (Abastecimento), Amin Khair (Finanças) e Perseu Abramo (Comunicação).
Na sua gestão, implementou mudanças nas áreas de educação (os responsáveis pela pasta eram os educadores Paulo Freire e, depois, Mário Sérgio Cortella, reconhecidos internacionalmente) e saúde, como o aumento do salário e da capacitação dos professores da rede municipal, a melhoria na distribuição e qualidade da merenda escolar, a criação dos MOVAs (Movimentos de Alfabetização, centros de alfabetização e instrução de adultos) e a implantação de serviços de fonoaudiologia e neurologia, entre outros, nos postos da cidade, além do desenvolvimento de políticas sociais mais voltadas para a periferia.
A gestão de Erundina colocou a problemática habitacional como prioridade ao apoiar a implantação da habitação de interesse social por mutirão autogerido, o que ajudou a diminuir o deficit habitacional no município. A prática do mutirão foi descontinuada por seus sucessores, como Paulo Maluf, que priorizaram a construção de edifícios de apartamentos por métodos convencionais. Na opinião de integrantes do governo Erundina, a motivação para o abandono da prática por parte de administrações posteriores se deve a que os mutirões proporcionavam um certo nível de organização política aos envolvidos, o que segundo eles possibilitava a mobilização dos membros dos mutirões com relação ao atendimento de suas demandas, o que não ocorreria nos projetos habitacionais de Maluf e dos demais prefeitos.
No setor de esportes, junto a seu secretário Juarez Soares, em 1989, a prefeita Luiza Erundina, com o apoio da Confederação Brasileira de Automobilismo, iniciou negociações para trazer de volta a Interlagos o Grande Prêmio Brasil de Fórmula 1 que havia sido transferido para Jacarepaguá, no Rio de Janeiro. Iniciou-se, assim, uma grande reforma que mudaria completamente o traçado do velho Interlagos, e em 1990 voltou para São Paulo onde continua até o presente, e sendo realizado sucessivamente.
Na área da cultura (comandada pela professora Marilena Chauí) foi responsável pela construção do Sambódromo do Anhembi. Projetado pelo arquiteto Oscar Niemeyer, foi construído e inaugurado em 1991, durante a gestão municipal de Luiza Erundina. Possui 530 metros de comprimento e catorze metros de largura. Conta com um piso de concreto estrutural antialagamento, além de ter capacidade para cerca de 30 000 pessoas. Pela restauração das grandes bibliotecas do centro da cidade, como a Biblioteca Mário de Andrade. Durante a gestão de Luiza Erundina (1989-1993), a filósofa Marilena Chauí esteve à frente da Secretaria Municipal de Cultura. Sob sua administração, a BMA empreendeu alguns melhoramentos no edifício-sede, instalando equipamentos para combater incêndios e um sistema de ar-condicionado central, além de pequenas intervenções nos salões térreos destinados ao público. As reformas, no entanto, foram suspensas após o término da gestão Erundina, ficando inacabadas.
Também sancionou a lei de incentivo fiscal à cultura do município, a Lei Mendonça.
Nos transportes públicos investiu na modernização da frota da CMTC e incentivou as empresas particulares a fazerem o mesmo, principalmente através de subsídios governamentais às tarifas. No transporte individual, Erundina foi bastante criticada por não ter dado continuidade em algumas obras viárias de seu antecessor Jânio Quadros, como os túneis sob o Rio Pinheiros e o Lago do Parque do Ibirapuera, empreitadas que foram retomadas por Paulo Maluf.
O ponto mais polêmico de sua gestão foi a tentativa de mudança nas regras da cobrança do IPTU, naquilo que se chamou de "IPTU progressivo": pelo projeto, apresentado em 1992 (último ano de sua gestão), proprietários de imóveis de maior valor teriam um aumento no imposto (ao mesmo tempo em que outros imóveis, isentos da cobrança, voltariam a contribuir), ao passo que imóveis menores teriam os custos diminuídos até a isenção. Tal medida foi duramente rechaçada pela Câmara dos Vereadores (de maioria oposicionista) e por setores da imprensa, até ser derrubada pelo Supremo Tribunal Federal, que considerou a iniciativa da prefeitura inconstitucional. A administração de Luiza Erundina sofreu uma sensível queda em sua popularidade. Segundo membros da administração, o motivo para a queda da popularidade foi uma campanha deflagrada contra a atitude da prefeita, pela mesma potencialmente também atingir alguns setores da classe média.
Durante seu período na prefeitura foi considerada uma das principais lideranças de esquerda no país, mas não conseguiu constituir um sucessor. O candidato de seu partido, Eduardo Suplicy, perdeu as eleições de 1992 para Paulo Maluf. Em 1996, 2000 e 2004, Erundina candidatou-se novamente ao cargo de prefeita, sem obter sucesso em nenhuma delas (apesar de ter disputado o segundo turno em 1996). Na eleição municipal de São Paulo em 2004, o então deputado federal e ex-presidente da Cãmara dos Deputados Michel Temer foi o candidato a vice-prefeito de Luiza Erundina (PSB). Em 2016, com o impeachment da presidente Dilma Rousseff, Temer se tornou Presidente da República. Naquela eleição, a chapa Erundina-Temer recebeu 244 mil votos (3,96%) e ficou na quarta colocação. As campanhas de Eduardo Suplicy à sucessão de Luiza Erundina na prefeitura de São Paulo em 1992 foram coordenadas por Rui Falcão.
Deixou o cargo com apenas 20% de aprovação da população de São Paulo, segundo o Datafolha, embora tenha reduzido o deficit público e focou a gestão na área social, sobretudo na educação. Também promoveu mutirões para construir casas populares, o que ainda lhe rende popularidade na periferia[carece de fontes?]. O professor da USP Nabil Bonduki, que integrou a gestão, disse que Erundina acabou mal avaliada devido à maioria oposicionista na Câmara que barrava projetos, e à dificuldade de arrecadação, que paralisava ações.

## Ministra da Administração Federal
Com o advento do processo de impeachment do presidente Fernando Collor, que culminou com a sua renúncia em 29 de dezembro de 1992, Itamar Franco assumiu a Presidência, e, no início de 1993, convidou a ex-prefeita Luiza Erundina para assumir o cargo de ministra-chefe da Secretaria da Administração Federal. Itamar tinha como objetivo constituir um governo de coalizão política (coalizão à época chamada de "política de entendimento nacional"), abrigando no primeiro escalão políticos e lideranças de diferentes correntes. Por Erundina ter aceito o cargo, contrariando a orientação do partido, o Diretório Nacional do PT decidiu suspender, por um ano, todos os seus direitos e deveres partidários. Na ocasião, segundo uma nota divulgada pelo PT, a ex-prefeita teria rompido com a disciplina partidária, ao não consultar a legenda sobre o assunto, e ao desrespeitar a decisão do partido de fazer oposição a Itamar. Em maio de 1993 deixou a Secretaria da Administração Federal, principalmente devido a divergências com o Ministro da Casa Civil, Henrique Hargreaves, sendo substituída pelo general-de-brigada Romildo Canhim.
Histórico da Secretaria Administração Federal.
Naquela eleição majoritária de 1994, Itamar pensou em apoiar Lula para sucedê-lo na presidência da República. Candidata ao Senado pelo PT de São Paulo, Erundina deu apoio e foi apoiada por Lula. Ainda assim, em 1997, (mesmo após ter se candidatado pelo partido à prefeitura de São Paulo no ano anterior, depois de 17 anos de militância, ela deixou o PT.

## Trajetória parlamentar

### Deputada federal e entrada no PSB
Em 1994 foi candidata ao Senado ficando em 3º lugar com mais de 4 milhões de votos, sendo derrotada por José Serra (PSDB) e Romeu Tuma (PL).
Nas Eleições para prefeito de 1996, Erundina novamente foi candidata à prefeitura de São Paulo. Desta vez, com Aloízio Mercadante como vice na chapa, e obteve 1.291.120 votos (22,83% do total) e ajudou a eleger vários vereadores petistas e de sua coligação. Tal votação lhe credenciou ir ao segundo turno daquelas eleições. Ficou em segundo lugar na disputa pela prefeitura com 1.924.630 de votos (37,72% do total).
Perdeu a eleição municipal de 1996 no segundo turno para Celso Pitta. Durante a campanha, Paulo Maluf veiculou no horário eleitoral a seguinte frase: "Votem no Pitta e se ele não for um bom prefeito, nunca mais vote em mim". Pitta foi considerado o pior prefeito que São Paulo já teve, com índices de rejeição superiores a 80%. Pouco depois, em 1999, Maluf e Pitta romperiam seus laços políticos e a controversa atuação desse último à frente do cargo acabou por prejudicar gravemente a imagem de Maluf.
Podemos citar nas eleições municipais de 1996, na cidade de São Paulo, um acontecimento totalmente atípico ocorrido no segundo turno, entre Luiza Erundina (PT) e Celso Pitta (PPB). Diversos veículos de imprensa noticiaram forte favorecimento por parte da Rede Globo (ver Críticas à Rede Globo) no debate do segundo turno a Pitta, em relação a Erundina. Em 2000, Pitta admitiu que teve vantagem na disputa. A Rede Bandeirantes e a Rede Globo decidiram agendar debates no mesmo dia, causando conflito de datas na programação dos candidatos. O episódio resultou nas entrevistas concedidas de Erundina à Rede Bandeirantes e Pitta à Rede Globo.
Em 1998, Erundina transfere-se para o Partido Socialista Brasileiro (PSB); nesse ano, se elege deputada federal à Legislatura 1999-2003. Após as eleições gerais desse ano, 400 dos 513 deputados federais e 70 dos 81 senadores eram filiados a partidos governistas. Durante o segundo mandato, a oposição teve mais inserção e o Governo FHC teve maior dificuldade de governar devido à reorganização das oposições. No Congresso Nacional, Erundina e o (PT) lideraram a oposição, articulando movimentos sociais e sindicais de esquerda e formando uma ampla frente de oposição parlamentar (PT, PCdoB, PSB, PDT, PCB, PPS). Entre as ações da oposição, destaca-se a Marcha dos 100 mil de Brasília em agosto de 1999, considerado o maior protesto contra seu governo. Um desses pedidos baseava-se numa escuta telefônica em que o presidente autorizava André Lara a pressionar o fundo de pensões do Banco do Brasil a participar num dos consórcios do leilão de privatização da Telebrás. Apesar das críticas dos partidos de oposição às alianças políticas firmadas pelo governo, sua base parlamentar de apoio contribuiu à estabilidade política, considerada um dos traços importantes do governo FHC.
Erundina apoiou o pedido de impeachment contra Fernando Henrique Cardoso em seu segundo mandato, sobretudo alegando denuncias no Programa de Estímulo à Reestruturação e ao Fortalecimento do Sistema Financeiro Nacional (PROER). Fernando Henrique sofreu 17 denúncias que, se comprovadas, poderiam levá-lo ao impeachment. As denúncias foram apresentadas com maior frequência durante o segundo mandato, sendo arquivados pelos então presidentes da Câmara dos Deputados, responsáveis pela validação de um processo de impeachment contra o presidente da República. Desde a redemocratização do país, o Partido dos Trabalhadores solicitou formalmente o impeachment de todos os presidentes da República. Apesar disso, Fernando Henrique conseguiu aprovar com facilidade seus projetos, reformas constitucionais e conteve a oposição graças a uma ampla maioria na Câmara dos Deputados e no Senado Federal.

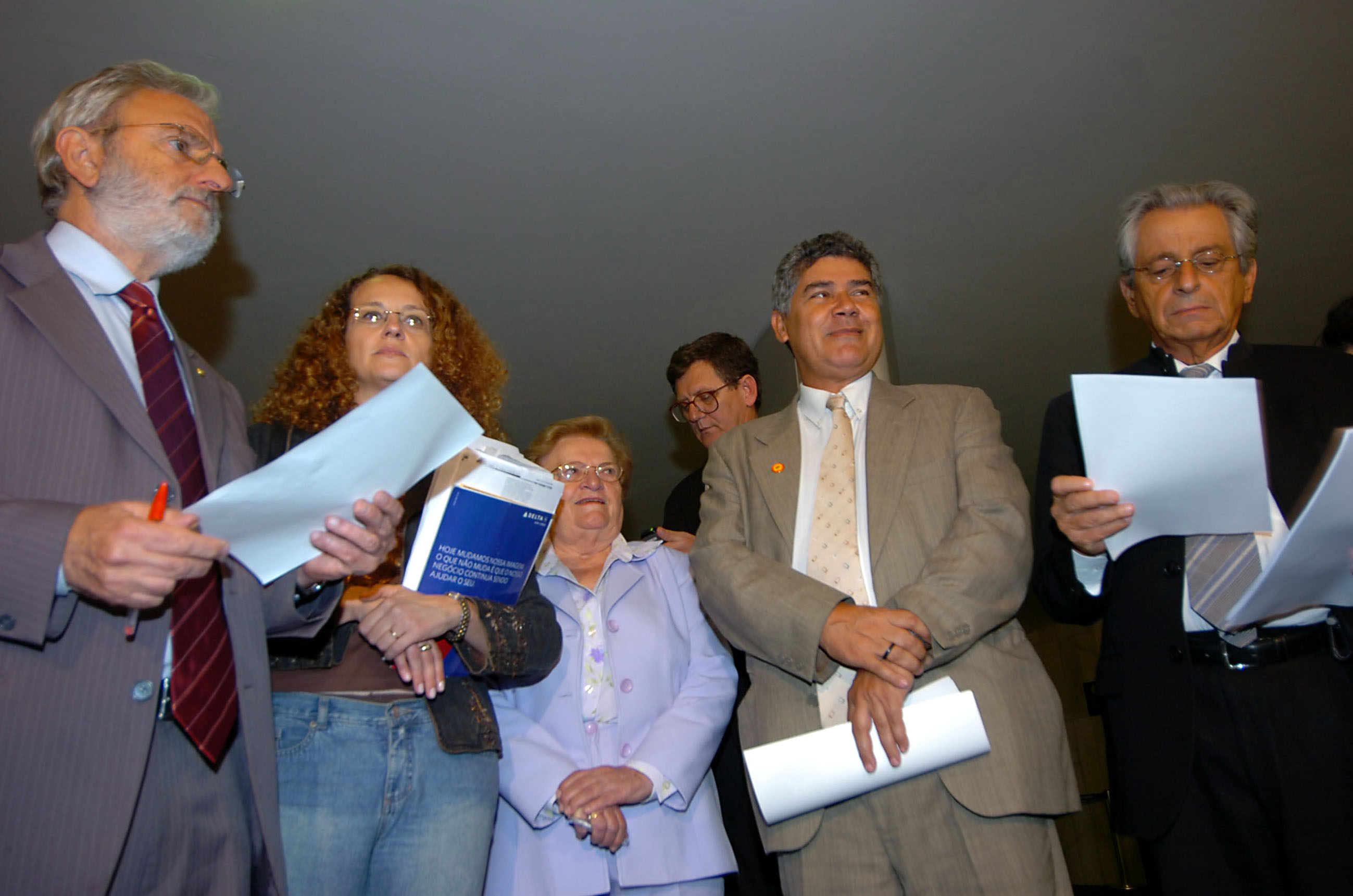
No Salão Verde da Câmara, os deputados Ivan Valente (PSOL), Luciana Genro (PSOL), Luiza Erundina (PSB), Chico Alencar (PSOL) e Fernando Gabeira (PV) colhem assinaturas para implantação da CPI da Navalha

Em 2002 e em 2006 foi novamente eleita ao posto. Nessas últimas eleições, conseguiu obter expressiva votação, mais de 195 mil votos nominais, ficando entre os 15 parlamentares mais bem votados do estado. Cogitou-se que o PT tomava o lugar do PSDB como representante do Brasil da social democracia. A partir de uma série de denúncias de corrupção com relação às práticas do governo, o PT viu-se desestruturado e continuamente acusado de traidor de seus ideais históricos. Apesar da descrença de setores da esquerda brasileira no PT, verificou-se ainda no início de 2006 um forte apoio popular a Lula. Em 2006, quando se reelege, Erundina faz oposição ao governo Lula.
Ainda em 2006, Erundina protestou contra o aumento de 91% nos salários dos parlamentares.
Em 2008, foi convidada a ser a vice na chapa encabeçada por Marta Suplicy à prefeitura de São Paulo, o que era de seu interesse, mas não de seu atual partido. O vice da campanha de Marta acabou sendo Aldo Rebelo do PC do B, apesar do PSB ter decidido apoiar Marta.

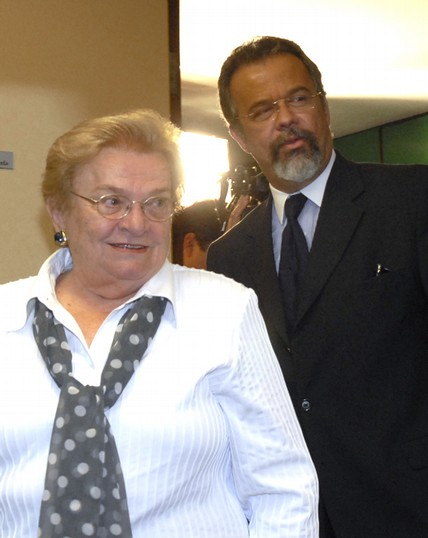
Luiza Erundina e o deputado Raul Jungmann

Nas eleições de 2010, discorda do apoio de seu partido ao empresário Paulo Skaf à disputa do governo de São Paulo e consegue, mais uma vez, se eleger ao Congresso Nacional, conquistando assim o quarto mandato seguido como deputada federal, sendo a décima mais votada do estado com 214 144 (1%), à frente de políticos como Arlindo Chinaglia, Márcio França, José Aníbal. Em 2014, foi coordenadora da campanha de Marina a Presidência. O nome de Erundina chegou a ser considerado pelo PSB, como uma alternativa de candidatura a Presidência da República pelo PSB, em substituição a Eduardo Campos.
Contrários ao impeachment da presidenta Dilma, os deputados do PSOL, 19º partido a discursar no plenário da Câmara, questionaram em 16 de abril de 2016, um dia antes da votação, a legitimidade do processo, argumentando que estava sendo comandado por pessoas sem credibilidade e investigadas na Operação Lava Jato.
A deputada Luiza Erundina, já no PSOL, mirou suas críticas no trabalho do Legislativo e atacou a postura “retórica” dos parlamentares de toda vez defenderem uma reforma política, mas sem levá-la adiante de fato. Erundina também culpou a mídia de se portar como um “partido político”. A Câmara dos Deputados não teria aberto um processo de impeachment contra a presidenta Dilma Rousseff (PT) se apenas as deputadas federais tivessem votado. Embora a maioria delas tenha votado pela aceitação da denúncia, o total de votos entre as congressistas não atingiu os dois terços necessários à instauração de um processo de afastamento por crime de responsabilidade. 29 deputadas votaram a favor do impeachment, e 20 votaram contra.
| “ | Pelos que deram a vida pela democracia no Brasil e pelo empoderamento das mulheres, meu voto é não!. | ” |

Luiza Erundina “assumiu” o comando da presidência da Câmara Federal na manhã de 5 de maio de 2016, após o presidente interino, Waldir Maranhão (PP-MA), declarar cancelada a sessão que já estava marcada. Naquele mesmo dia o ministro Teori Zavascki havia determinado o afastamento de Eduardo Cunha da presidência da Casa. Erundina é suplente de secretária na mesa diretora. Esteve a cargo da lista de oradores e também cuidou do tempo dado aos parlamentares — de 3 minutos para cada um.

### Candidatura a vice-prefeita de São Paulo em 2012

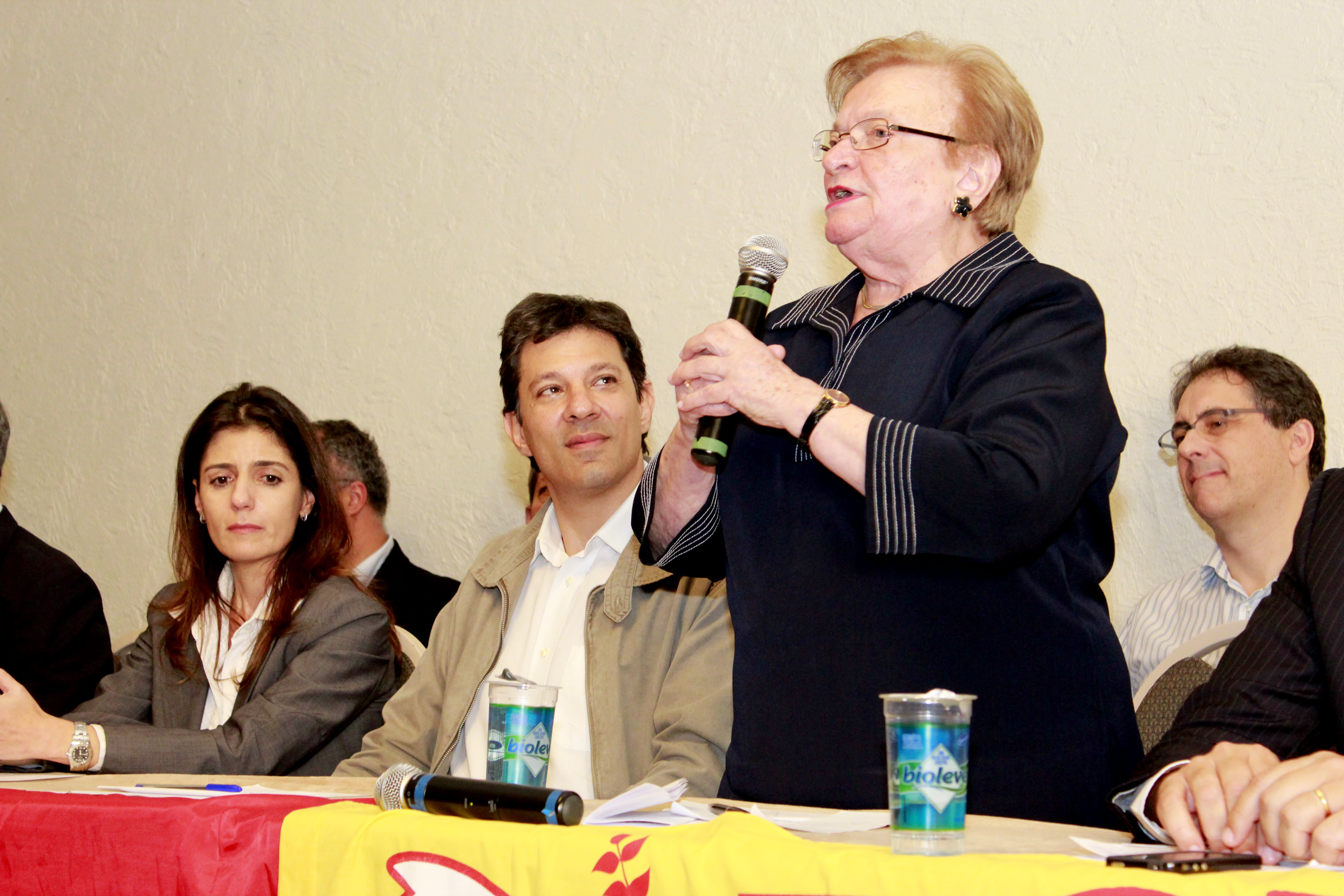
Luiza Erundina em anúncio para ocupar o cargo de vice-prefeita na campanha de Fernando Haddad para prefeito de São Paulo

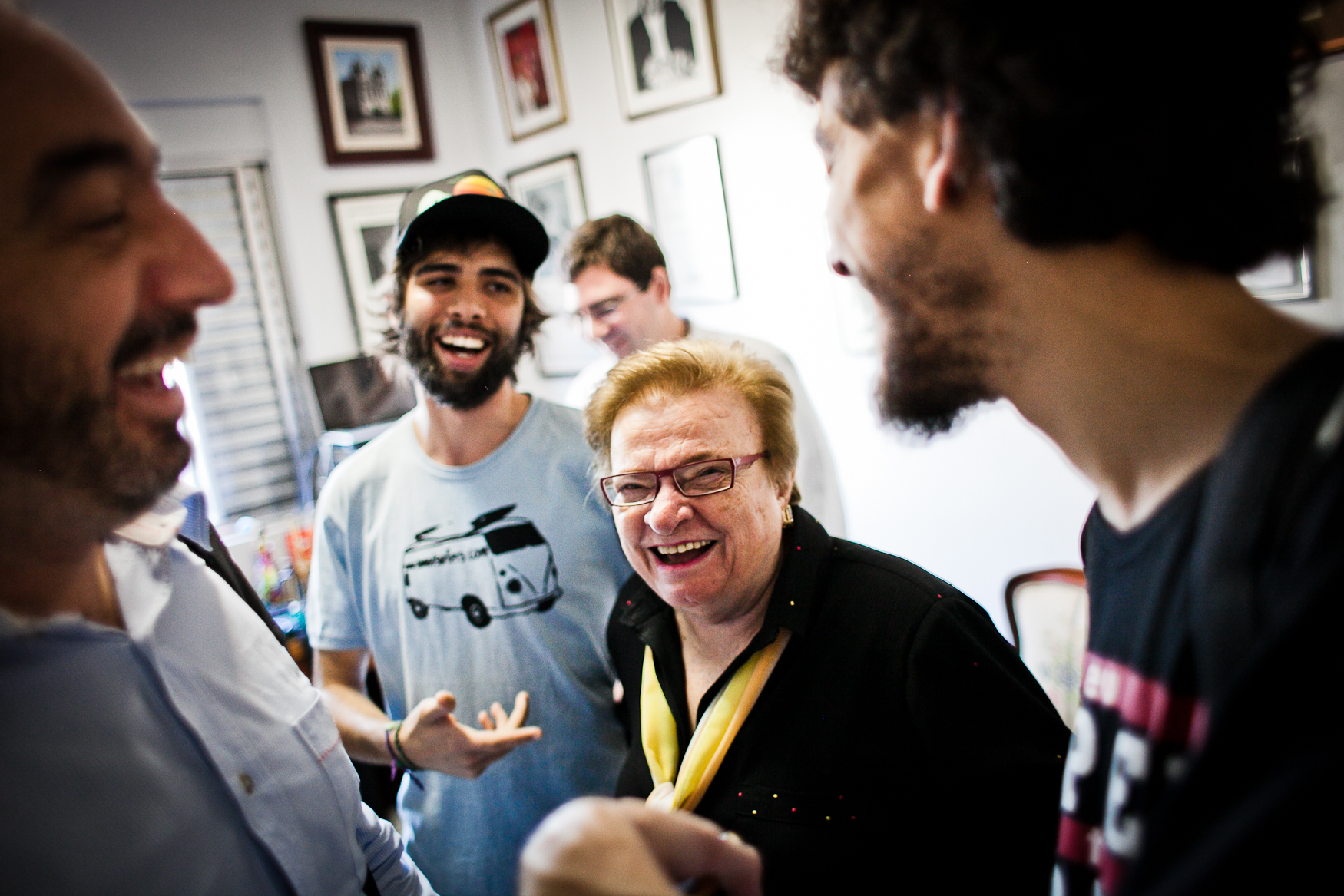
Luiza Erundina no programa da TV Fórum na #PosTV

Em junho de 2012, foi lançada com índices de aprovação positivos como pré-candidata a vice-prefeita de São Paulo na chapa de Fernando Haddad (PT), composição muito celebrada pelo próprio PT por considerar que o nome de Luiza Erundina impulsionaria a campanha, já que Haddad, apesar de ter sido Ministro da Educação de Lula e Dilma Rousseff por mais de 6 anos, ainda era um nome pouco conhecido pela população como um todo. Entretanto, após a aliança do PT com Paulo Maluf e seu Partido Progressista também à candidatura Haddad, firmada até mesmo com uma visita do ex-presidente Lula à residência de Maluf (num ato político amplamente divulgado pela imprensa), Erundina anuncia seu declínio à candidatura. É substituída por Nádia Campeão, do Partido Comunista do Brasil. Sobre esse tipo de coligações, Erundina declarou, ainda em maio de 2010, que "dá uma tristeza, uma agonia, ver o PP do Maluf com o PCdoB. Está tudo igual!". Contudo, Erundina continua a apoiar Haddad nas eleições, que se converteria no vencedor do pleito.

### RAiZ, filiação ao PSOL e candidatura à presidência da Câmara dos deputados em 2016

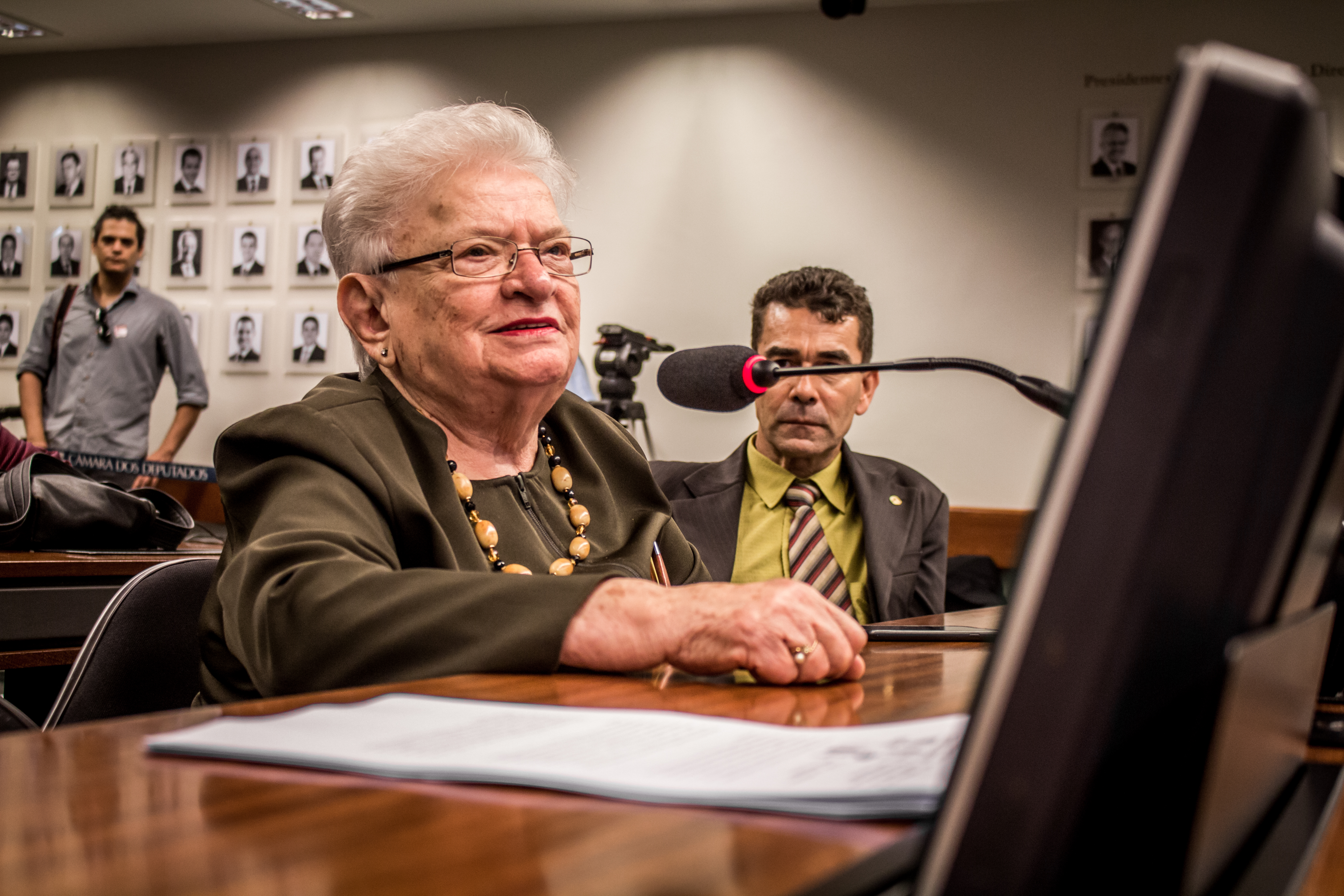
Erundina em Comissão na Câmara dos Deputados

Em 22 de janeiro de 2016,a deputada lança em Porto Alegre no Fórum Social Temático, um novo partido, o RAiZ - Movimento Cidadanista. O RAiZ tem com base os princípios do ecossocialismo, ubuntu e teko porã, e se inspira nas novas experiências dos círculos cidadanistas e de partidos-movimentos como o espanhol Podemos.
Em março, após 19 anos Erundina deixa o Partido Socialista Brasileiro (PSB), por esse apoiar o impeachment da presidente Dilma Roussef, e transfere-se, no período da janela partidária sem perda de mandato, ao Partido Socialismo e Liberdade (PSOL) numa filiação transitória, até que a RAiZ - Movimento Cidadanista obtenha registro definitivo.
Candidata do PSOL, a deputada Luiza Erundina (PSOL-SP) concorreu à presidência da Câmara dos deputados do Brasil, na votação de 13 de julho de 2016, em substituição a Eduardo Cunha, que havia renunciado uma semana antes por conta das denúncias que lhe eram feitas acerca do escândalo da Lava Jato. Erundina afirmou que a eleição da Câmara é uma oportunidade de “renovação” e afirmou que é chegado o momento de uma mulher assumir o comando da Casa. A deputada foi a 9ª a registrar candidatura à presidência da Câmara após a renúncia do deputado afastado Eduardo Cunha (PMDB-RJ) do cargo de presidente. Ela também prometeu “radical mudança”, se assumir o posto, e criticou o processo de impeachment da então presidenta Dilma Rousseff. Erundina criticou os retrocessos do Governo Temer e as manobras de Eduardo Cunha. Há apenas 2 projetos em disputa: "a manutenção de uma Câmara desmoralizada, manobrada pelo fantasma de Eduardo Cunha, e do outro lado aqueles que lutaram pelo afastamento de Cunha"; em seu discurso, ela ressaltou que é necessário uma nova Câmara a um novo tempo e defendeu a eleição de uma mulher ao cargo: “essa eleição é uma oportunidade para a Câmara pagar uma dívida histórica com as mulheres. Nenhuma mulher ocupou a presidência desta Casa, e poucas foram eleitas para cargos de titular da Mesa Diretora. Isso se deve à sub-representação feminina dos espaços de poder, inclusive do Parlamento”, disse. A candidata disse que é preciso discutir questões que são de “real interesse do País”, como a reforma política, a reforma tributária, a regulamentação dos dispositivos constitucionais sobre comunicação social, a reforma agrária e urbana. Quanto ao andamento dos trabalhos, prometeu fortalecer o trabalho das comissões e a participação do Colégio de Líderes. Para além dos 6 representantes de seu partido na Câmara, Erundina recebeu 22 votos nominais. Deputada há 5 mandatos, Erundina é suplente da atual Mesa Diretora. No momento em que Erundina fazia seu pronunciamento de candidatura, a hashtag #ErundinaEntraCunhaSai foi o assunto mais comentado do Twitter, mundialmente.

### Candidatura à Prefeitura de São Paulo em 2016
Em outubro de 2016 foi candidata pela quinta vez à Prefeitura de São Paulo, desta vez pelo PSOL, tendo Ivan Valente como candidato a vice-prefeito. O PSOL quis evitar as primárias fazendo a decisão da escolha por um consenso. As movimentações pré-campanha ocorrem num contexto de crise política envolvendo um pedido de impeachment do segundo mandato da presidente Dilma Rousseff, do PT.

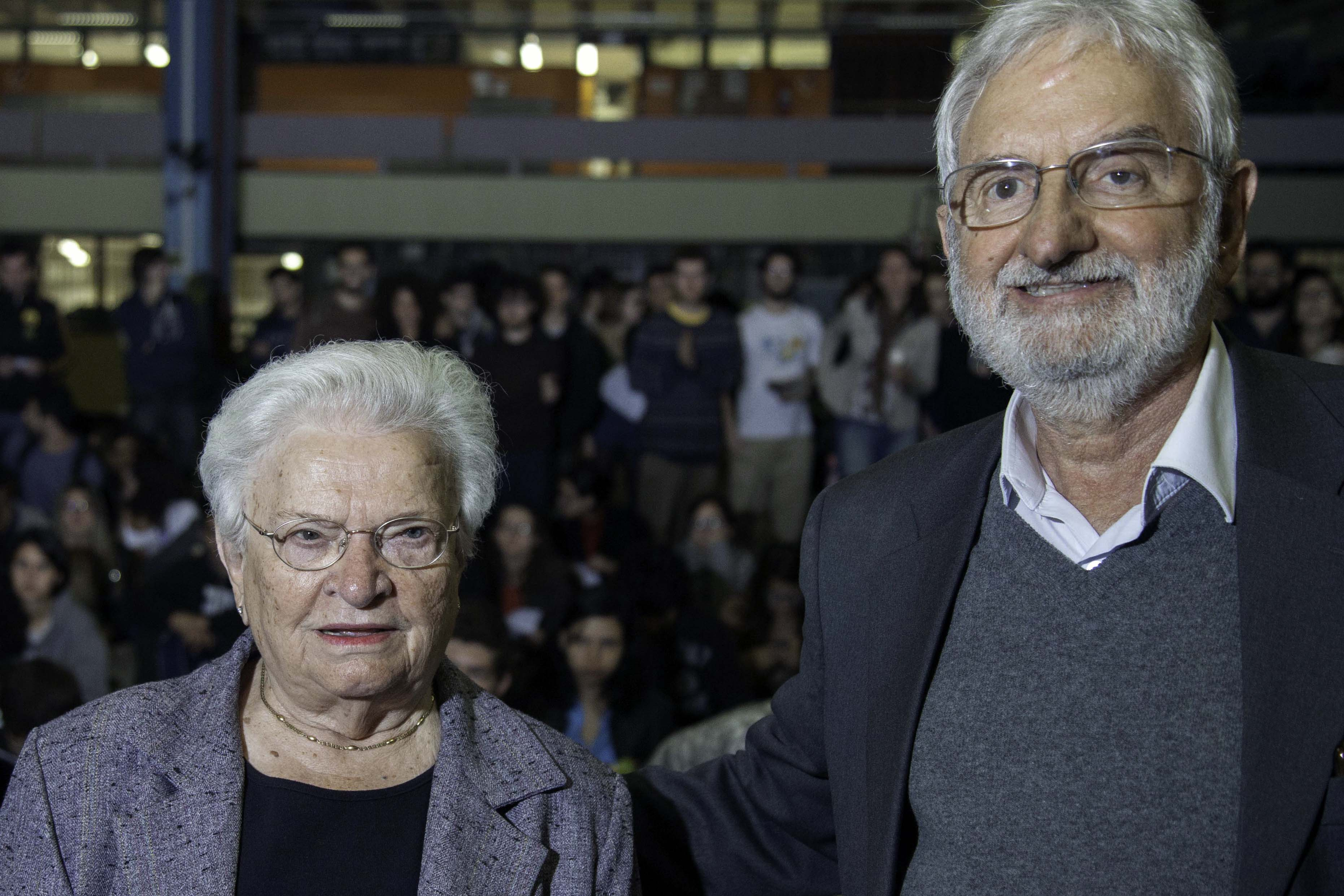
A candidata do PSOL à Prefeitura, Luiza Erundina e o vice Ivan Valente na sabatina do Diretório Central dos Estudantes (DCE), na Universidade de São Paulo, em São Paulo (SP), Brasil

Em 15 de julho de 2016, o jornal Folha de S.Paulo, publicou uma pesquisa do Datafolha que mostrava Luiza Erundina com 10% das intenções de voto, ocupando, dessa forma a terceira posição. O Instituto ainda fez um cenário, excluindo o primeiro colocado nas pesquisas, o deputado federal Celso Russomanno (PRB), e Erundina apareceu com 13%, perdendo para Marta Suplicy (PMDB). O Datafolha mostrou ainda que, em um cenário com o atual prefeito da cidade de São Paulo, Fernando Haddad (PT), e com o candidato do PSDB, o empresário João Doria Júnior, Erundina venceria a disputa com 42% e 44%, respectivamente. Para o Ibope, a deputada federal aparece com 8%, em pesquisa divulgada em 29 de julho de 2016.
Em 24 de julho, o PSOL oficializou a candidatura de Luiza Erundina ao cargo de prefeita de São Paulo, com Ivan Valente como vice. Durante o evento, foi revelada a primeira aliança da chapa: o PCB formando a coligação "Os Sonhos Podem Governar". Em 30 de julho, houve o anúncio da segunda aliança: o PPL.
Terminou a disputa com 184 mil votos. Erundina foi eleita a primeira mulher prefeita da cidade de São Paulo.

### Candidatura à presidência da Câmara dos deputados em 2017
O PSOL lançou o nome da deputada para à presidência da Câmara dos Deputados, na eleição para o comando da casa no biênio 2017/18. Caso assuma o comando da casa, Erundina afirmou que mobilizara os deputados na "luta por Diretas Já e por uma reforma política que moralize e radicalize a democracia".
Questionada pelo lançamento da candidatura e consequente o não apoio à candidatura do deputado André Figueiredo (PDT-CE), que vinha buscando apoio de partidos de oposição ao governo Temer, como PT, PCdoB e REDE, a parlamentar afirmou:
Nos últimos dias, o PSOL dialogou com essas forças políticas [da oposição] na tentativa de construir compromissos. Não dá para, no dia seguinte de uma eleição, que não tenha um rebatimento na prática. [...] Não faria sentido abrirmos mão dos nossos compromissos, da nossa atuação na Casa a troco de um processo que vai terminar amanhã— Erundina, sobre o porque do não apoio a André Figueiredo.
Luiza disputou contra o atual presidente Rodrigo Maia (DEM-RJ), o deputado Jovair Arantes (PTB-GO), o deputado André Figueiredo (PDT-CE), o deputado Júlio Delgado (PSB-MG) e o deputado Jair Bolsonaro (PSC-RJ). A eleição ocorreu em 2 de fevereiro de 2017. Terminou a disputa com dez votos, pleito vencido por Rodrigo Maia, em primeiro turno, com 293 votos.

### Eleições 2020

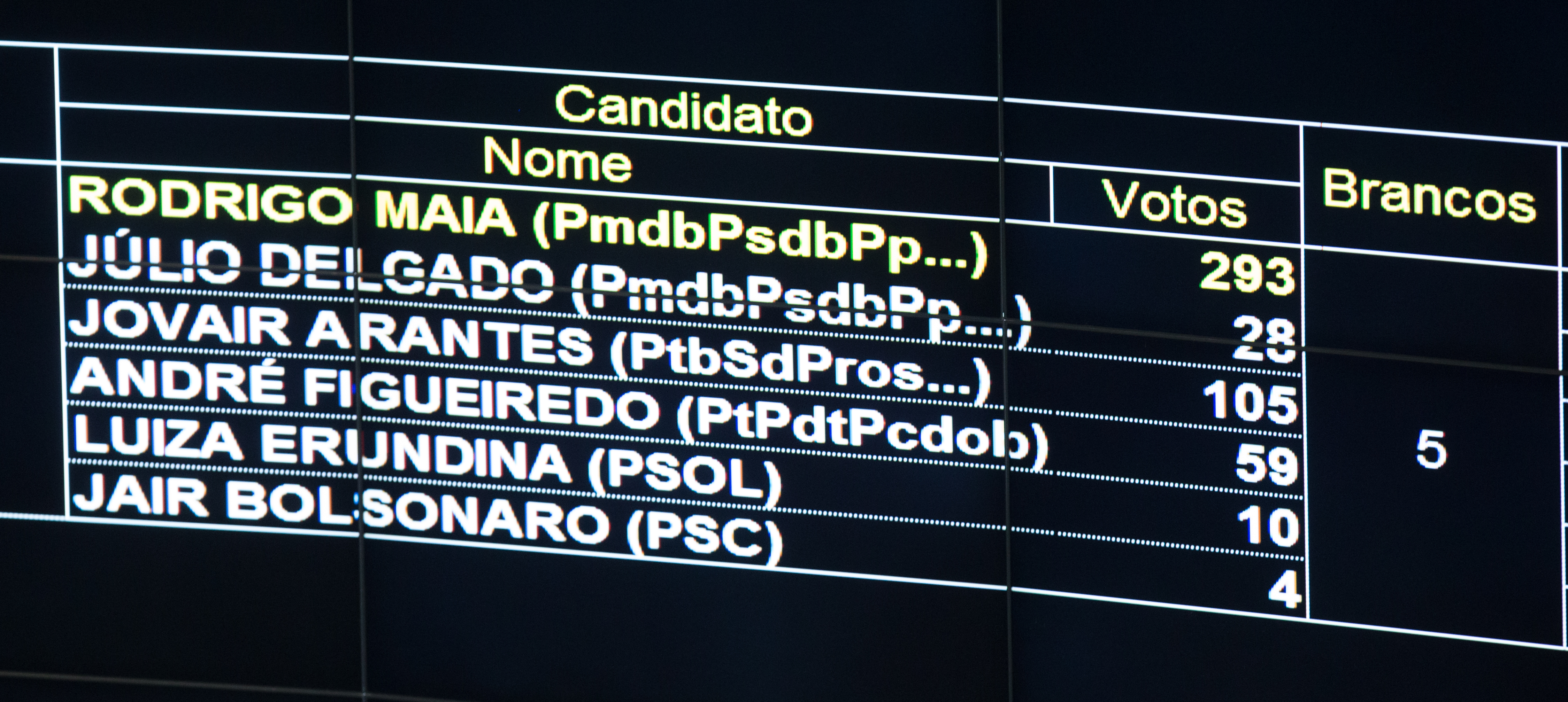
Resultado da eleição para presidência da Câmara em 2017

Luiza Erundina é candidata à vice-prefeita de São Paulo nas eleições 2020 pelo PSOL, constituindo chapa com Guilherme Boulos, do mesmo partido.
Juntos, Guilherme Boulos e Luiza Erundina obtiveram 1 080 726 votos, representando 20,24% dos votos válidos e levando, assim, a chapa ao segundo turno que disputa a prefeitura de São Paulo com Bruno Covas do PSDB, que tenta reeleição.

## Desempenho em eleições
| Ano  | Eleição                | Coligação                                                    | Partido | Candidata a       | Votos     | Resultado  |
| ---- | ---------------------- | ------------------------------------------------------------ | ------- | ----------------- | --------- | ---------- |
| 1986 | Estadual de São Paulo  | sem coligação                                                | PT      | Deputada estadual | 35 322    | Eleita     |
| 1988 | Municipal de São Paulo | Partidos do Povo (PT, PCB, e PCdoB)                          | PT      | Prefeita          | 1 534 592 | Eleita     |
| 1994 | Estadual de São Paulo  | Frente Brasil Popular (PT, PSB, PPS, PCdoB, PMN, PCB e PSTU) | PT      | Senadora          | 4 218 379 | Não Eleita |
| 1996 | Municipal de São Paulo | SIM por São Paulo (PT, PSB, PCB, PCdoB e PMN)                | PT      | Prefeita          | 1 924 630 | Não Eleita |
| 1998 | Estadual de São Paulo  | (PDT, PSB, PTN, PSN, PAN)                                    | PSB     | Deputada federal  | 187 498   | Eleita     |
| 2000 | Municipal de São Paulo | São Paulo Somos Nós (PSB, PDT, PMN e PPS)                    | PSB     | Prefeita          | 546 766   | Não Eleita |
| 2002 | Estadual de São Paulo  | sem coligação                                                | PSB     | Deputada federal  | 207 392   | Eleita     |
| 2004 | Municipal de São Paulo | Compromisso com São Paulo (PSB, PMDB e PMN)                  | PSB     | Prefeita          | 244 090   | Não Eleita |
| 2006 | Estadual de São Paulo  | sem coligação                                                | PSB     | Deputada federal  | 195 886   | Eleita     |
| 2010 | Estadual de São Paulo  | Preste Atenção São Paulo (PSB e PSL)                         | PSB     | Deputada federal  | 214 114   | Eleita     |
| 2014 | Estadual de São Paulo  | sem coligação                                                | PSB     | Deputada federal  | 177 279   | Eleita     |
| 2016 | Municipal de São Paulo | Os Sonhos Podem Governar (PSOL, PCB e PPL)                   | PSOL    | Prefeita          | 183 999   | Não Eleita |
| 2018 | Estadual de São Paulo  | PSOL e PCB                                                   | PSOL    | Deputada federal  | 176 883   | Eleita     |
| 2020 | Municipal de São Paulo | Pra Virar o Jogo (PSOL, PCB e UP)                            | PSOL    | Vice-prefeita     | 2 168 109 | Não Eleita |
| 2022 | Estadual de São Paulo  | Federação PSOL REDE                                          | PSOL    | Deputada federal  | 113 983   | Eleita     |

## Controvérsias
Luiza Erundina foi acusada em 1989 pelo STF pelo uso de verba pública para financiar um anúncio publicado no jornal Folha de S.Paulo defendendo a greve geral dos transportes. Na época era prefeita da cidade de São Paulo pelo PT. A sentença saiu em 2000 e em 2008 ela foi condenada a devolver à prefeitura R$ 353 mil.
Erundina não teve os seus direitos políticos suspensos, embora tenha sido condenada a ressarcir os cofres públicos.

## Prêmios e honrarias
| Prêmio                 | Categoria                                | Resultado   |
| ---------------------- | ---------------------------------------- | ----------- |
| Congresso em Foco 2021 | Melhores da Câmara (votação popular)     | 3º colocada |
| Congresso em Foco 2021 | Melhores da Câmara (votação jornalistas) | 2º colocada |
| Congresso em Foco 2021 | Mulheres na Política (votação popular)   | Vencedora   |
| Congresso em Foco 2021 | Defesa da Educação (votação popular)     | 3º colocada |

Em julho de 2025, a Universidade Federal da Paraíba (UFPB) concedeu o título de Doutora Honoris Causa a Erundina, em reconhecimento à sua extensa trajetória na defesa da justiça social. Em abril, Erundina foi condecorado com a honraria pela Pontifícia Universidade Católica de São Paulo (PUC-SP).